# The Cadillacs
The Cadillacs est un groupe américain de rhythm and blues formé en 1953 à New York et connu notamment pour son single Speedo sorti en 1955,.

## Membres

### Actuels
- Earl Carroll
- Bobby Philips
- Gary K. Lewis
- Eddie Jones

### Passés
- Lavern Drake
- Gus Willingham
- James "Poppa" Clark
- Earl Wade
- Charles Brooks
- J. R. Bailey
- Roland Martinez
- Bobby Spencer
- Kirk Davis
- Ronny Bright
- Milton Love
- Reggie Barnes
- Curtis Williams
- Ray Brewster
- Irving Lee Gail
- Leroy Binns
- Steven Brown

## Biographie
1953, le doo-wop fait fureur à Harlem (quartier de New York). Plein de groupes amateurs imitent leurs groupes vocaux préférés de cette époque en espérant pouvoir signer un contrat avec une maison d'édition et devenir célèbres. C'était le cas de quatre jeunes amis : Earl Carroll, Bobby Phillips, Lavern Drake et Gus Willingham. Ils se réunissaient pour chanter en harmonie au coin des rues d'Harlem. Au départ, le groupe s'appelait les Carnations. Après avoir été chanté dans des soirées amateurs, ils se sont fait connaître par Esther Navarro qui est productrice et chanteuse de groupe de rhythm and blues pour la Show Agency et leur signe un contrat en leur demandant juste d'introduire un deuxième ténor dans le groupe, James Clark (ancien ténor des Five Crowns) et de rebaptiser leur nom.
En 1954, les Cadillacs enregistrent leur premier disque Gloria avec comme face B un Uptempo I Wonder Why pour le label Josie (filière du label Jubillee records) à New York. Cette chanson aura un grand succès au nord est des États-Unis (Philadelphie et New York).
En 1955, après avoir enregistré quelques disques Wishing Well, I Wanna Know About Love, deux membres du groupe seront remplacés : Gus Willingham (le baryton) par Earl Wade et James Clark (le ténor) par Charles Brooks.
Pour que le groupe se distingue des autres nombreux groupes de cette époque lors de leurs passage sur scène, Esther Navarro, la productrice du groupe, a fait appel aux services de la danseuse et chorégraphe Cholly Atkins du célèbre duo de danse Coles et Atkins. Atkins travaille donc avec les Cadillacs pour développer leur style et leur style de danse bien à eux. Ils repassent une séance d'enregistrement avec comme accompagnement de grand saxophoniste comme Jesse Powell et sortent plusieurs nouveau disques dont No Chance, Down The Road et Windows Lady. 1955 est aussi l'année où ils enregistreront Speedoo ce qui deviendra au début de l'année 1956, lors de sa publication, leur plus grand succès, le leader du groupe, Earl Carroll sera même surnommé Speedoo par ses fans.
1956, sera leur années de gloire, ils iront de soirée en soirée aux théâtre Appollo à côté des Platters, des Teenagers et des autres grands chanteur et groupe de rock and roll pour animer des soirée présentée et organisée par le grand présentateur radio pour jeune de l'époque : Alan Freed. Leur succès restera cependant surtout localisé au nord est des États-Unis, et ne sortira jamais d'Amérique. Les Cadillacs enregistreront en 1956 également leur deuxième plus grand succès, Zoom, écrit et composé par Esther Navarro avec comme face B You Are. Suivront les chansons Woe Is Me et Betty My Love en réponse au grand succès des Teen Queens Eddie My Love. Ils reprendront également un classique des chansons de noël qu'ils arrangeront en rythm and blue Rudolph the Red Nosed Render avec comme face B la chanson Shock - A -Doo un uptempo. Earl Carroll enregistre avec les Cadillacs également Sugar, Sugar ; About That Girl Named Lou et That All I Need. Earl et les Cadillacs sortiront également un album intitulé The Fabulous Cadillacs comportant 12 de leurs plus grands succès depuis leurs débuts. La pochette de ce disque représente les Cadillacs en rouge dans une voiture de marque Cadillac roulant dans New York.
Printemps 1957, deux membres quitteront le groupe dont le leader Earl Carroll remplacé par James Bailey et le ténor Charles Brooks remplacé par Bobby Spencer. Le groupe sera rebaptisé les Four Cadillacs.
Heureusement pour le groupe, Earl Carroll ne sera remplacé que pour un petit temps. En hiver 1957, il reviendra et enregistrera avec son groupe plusieurs nouveaux disques dont Buzz Buzz Buzz, I Want To Know 
En 1958, ils enregistrent Speedoo is back avec comme face B A Look A Here et en hiver 1958 Peek-A-Boo qui deviendra également un de leurs plus grands succès.
En 1959, les Cadillacs interpréteront une chanson Please Mr Johnson dans le nouveau film d'Alan Freed Go Jimmy Go à côté des grands chanteurs de rock and roll de cette époque : Chuck Berry, Ritchie Valens... 
1959 est aussi l'année où les Cadillacs enregistreront encore une fois sans Earl Carroll plusieurs disques sans succès Always My Darlin, Romeo, Who yo Gonna Kiss. Ce n'est qu'en janvier qu'Earl Carroll reviendra enregistrer son avant-dernier disque en compagnie des Cadillacs Tell Me Today. Malheureusement, le groupe n'aura plus leur succès d'autrefois et tombera bientôt dans l'oubli.
1960, Chubby Checker lance une nouvelle vague avec sa chanson The Twist. Le label produit un nouveau disque en espérant bien le vendre Twistin' whit the Cadillacs qui reprend les chansons des Cadillacs ressemblant le plus à ce style de musique. Ce disque se vendra à moins de 100 exemplaires. 
1960 est aussi l'année de leur dernière séance d'enregistrement et de la publication de leur dernier disque (sorti en 1961) : Boogie man.
Par la suite, le groupe continuera à enregistrer un disque par ci par là et (encore de nos jours) le groupe se produira dans des soirées rétros pour les nostalgiques.
Les Cadillacs ont été intronisés au The Vocal Group Hall of Fame en 2004.

## Discographie
- 1990 : The Best of the Cadillacs (Rhino)